# Ա
(كبير:Ա, صغير:ա) (أرمني:այբ، آيپ. قد تعرف أيضا بـآيب حسب اللهجة المستعملة.) وهو أول حروف اللغة الأرمنية، شبيهه في النطق بالعربية هو الحرف ا.
هيئة كبيرة Ա : U+0531
هيئة صغيرة ա : U+0531